# Ascenseurs inclinés del Guinardó
Les ascenseurs inclinés del Guinardó ou ascenseurs inclinés del Carrer Telègraf (en catalan : ascensors inclinats del Guinardó) sont des ascenseurs inclinés situés dans le district de Horta-Guinardó, à Barcelone, dans la comarque du Barcelonès, dans la province de Barcelone, en Catalogne. Ces ascenseurs inclinés ont été inaugurés en février 2011 et c'est la troisième installations de ce type dans la capitale catalane.
Ces ascenseur relie les rues de Serbià, de Brussel·les et del Doctor Cadevall.
Les ascenseurs ont une correspondances avec l'escalator entre l'avenue Mare de Déu de Montserrat et la rue de Sèrbia et la ligne 114 de TMB à l'arrêt Telègraf - Doctor Cadevall,.

## Caractéristiques techniques
Les ascenseurs sont ouverts de 7 à 23 heures et leurs accès sont interdits aux chiens, vélos et cyclomoteurs. Ils ont été construits par Maspero Elevatori et ils possèdent deux arrêts intermédiaires chacun. L'ouverture des portes est automatique et les commandes sont actionnées par les utilisateurs.

### 1ertronçon
Le 1er tronçon fait 45 m de longueur pour un dénivelé de 19 m avec une pente de 42,45 %. La ligne est à voie unique, elle possède un seul ascenseur à traction électrique avec une capacité de 20 personnes par voiture. L'ascenseur est tracté par 6 câbles. La station basse est située à 115 m d'altitude et la station haute est située à 134 m d'altitude. 

### 2etronçon
Le 2e tronçon fait 49 m de longueur pour un dénivelé de 25 m avec une pente de 44,52 %. La ligne est à voie unique, elle possède un seul ascenseur à traction électrique avec une capacité de 20 personnes par voiture. L'ascenseur est tracté par 6 câbles. La station basse est située à 134 m d'altitude et la station haute est située à 159 m d'altitude. 

## Aménagements
En plus de la construction de ces ascenseurs, toute la rue a été réaménagée et de nouveaux escaliers ont été construits parallèlement aux ascenseurs.